# The Merry Old Soul
The Merry Old Soul es un cortometraje animado de 1933 dirigido por Walter Lantz y Bill Nolan. La cinta es protagonizada por Oswald el conejo afortunado. Estuvo nominado a un premio Óscar en la categoría de mejor cortometraje animado.

## Trama
El cortometraje comienza mostrando a Oswald en el dentista, donde le están examinando un diente con caries. Mientras el dentista intenta extraer el diente, la radio informa que el rey tiene un grave problema de depresión y necesita ser animado. Oswald decide irse del dentista y sube a su automóvil para informar de la noticia al resto de la ciudad. En el camino logra reunir a comediantes como Charles Chaplin, Laurel y Hardy, Ed Wynn, Buster Keaton, Joe E. Brown y Will Rogers.
Mientras tanto, el bufón de la corte intenta hacer reír al rey, pero sin éxito. Oswald llega al castillo e intenta animar al monarca leyendo un libro de rimas de Mamá Oca, acompañado por una orquesta liderada por Paul Whiteman. La canción es acompañada por otras celebridades como Roscoe Ates, Edna May Oliver, W.C. Fields, Al Jolson y Mae West. El rey comienza a animarse y tras la canción aparecen Laurel y Hardy, quienes se lanzan pasteles entre sí. La guerra de pasteles crece y todos los presentes participan de ella, incluso el rey. Durante el enfrentamiento aparecen más estrellas, como Jimmy Durante, Harold Lloyd, ZaSu Pitts y los hermanos Marx.
El bufón, al ver que el rey está más animado, siente celos de Oswald y lo secuestra durante la guerra de pasteles. El bufón intenta ahorcarlo en el calabozo, pero Oswald despierta y descubre que estuvo todo el tiempo en la consulta del dentista, quien acaba de extraerle el diente.